# Ingo Lehmann (Politiker, 1971)

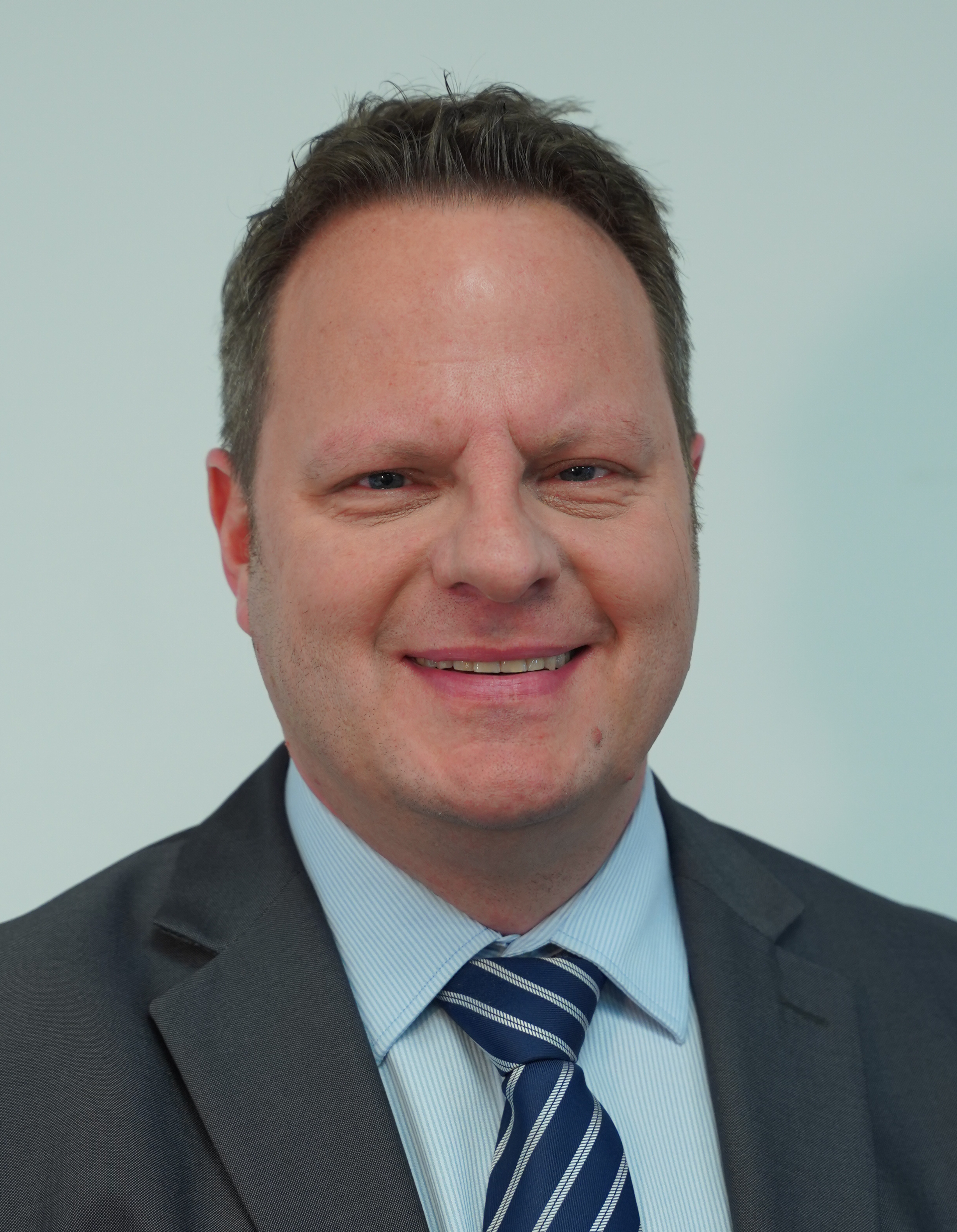
Ingo Lehmann, 2020

Ingo Lehmann (* 1971) ist ein deutscher Kommunalpolitiker der SPD. Er ist seit dem 1. Mai 2020 sechster Oberbürgermeister der Stadt Kulmbach.

## Werdegang
Lehmann wurde 2002 in den Kulmbacher Stadtrat und 2008 in den Kreistag des Landkreises Kulmbach gewählt. Seit 2005 ist Lehmann Vorsitzender der SPD Kulmbach. Bis zu seiner Wahl zum Oberbürgermeister war er Fraktionsvorsitzender der SPD im Kulmbacher Stadtrat und wissenschaftlicher Mitarbeiter der Landtagsabgeordneten Inge Aures. Im Stadtrat gehörte er dem Verwaltungsausschuss, dem Stadtentwicklungsausschuss, dem Werkausschuss, dem baubegleitenden Ausschuss und dem Verwaltungsrat öffentlicher Nahverkehr an. Bei der Oberbürgermeisterwahl 2012 unterlag Lehmann Amtsinhaber Henry Schramm (CSU) mit 33,61 % der Stimmen bereits im ersten Wahlgang.

### Oberbürgermeisterwahl 2020
Im November 2019 wurde Lehmann erneut als Oberbürgermeisterkandidat der SPD nominiert. Amtsinhaber Henry Schramm trat erneut als Kandidat von CSU, WGK und FDP an. Im Wahlkampf setzte sich Lehmann unter anderem für bezahlbaren Wohnraum, den Erhalt der Altstadt, eine Verbesserung des öffentlichen Nahverkehrs und mehr Bürgerbeteiligung und Transparenz ein.
Der Wahlkampf wurde von mehreren Affären überschattet: Amtsinhaber Henry Schramm wurde vorgeworfen, in dubiose Grundstücksgeschäfte der städtischen Wohnungsbaugesellschaft verwickelt zu sein, was zu mehreren Strafanzeigen – unter anderem von einem SPD-Stadtrat – gegen ihn führte. Seiner Vorgängerin, der SPD-Kreisvorsitzenden Inge Aures, wurden in ihrem Amt als AWO-Vorsitzender undurchsichtige Vergabeverfahren vorgeworfen. Schließlich wurden kurz vor der Stichwahl um das Oberbürgermeisteramt in Räumlichkeiten der Stadt Kulmbach geschredderte Briefwahlunterlagen sichergestellt, weshalb die Staatsanwaltschaft wegen des Verdachts auf Wahlfälschung gegen mehrere Mitarbeiter der Stadt ermittelte. Das Verfahren wurde später eingestellt.
Bei der Oberbürgermeisterwahl am 15. März 2020 kam Ingo Lehmann auf einen Anteil von 35,46 % der Stimmen. Er war damit Zweitplatzierter hinter Amtsinhaber Schramm mit 45,54 % und vor den Kandidaten der Grünen (14,12 %) und der AfD (4,88 %). Die Grünen sprachen sich daraufhin für Lehmann als Oberbürgermeister aus. In der anschließenden Stichwahl konnte sich Lehmann mit 50,82 % der Stimmen, was einem Vorsprung von nur 251 Stimmen entspricht, gegen den Amtsinhaber durchsetzen. Seine Amtszeit begann am 1. Mai 2020, am 7. Mai 2020 wurde er in der konstituierenden Sitzung des Stadtrats vereidigt.

### Privates
Er ist in Kulmbach aufgewachsen und verheiratet.